# Grännaberget

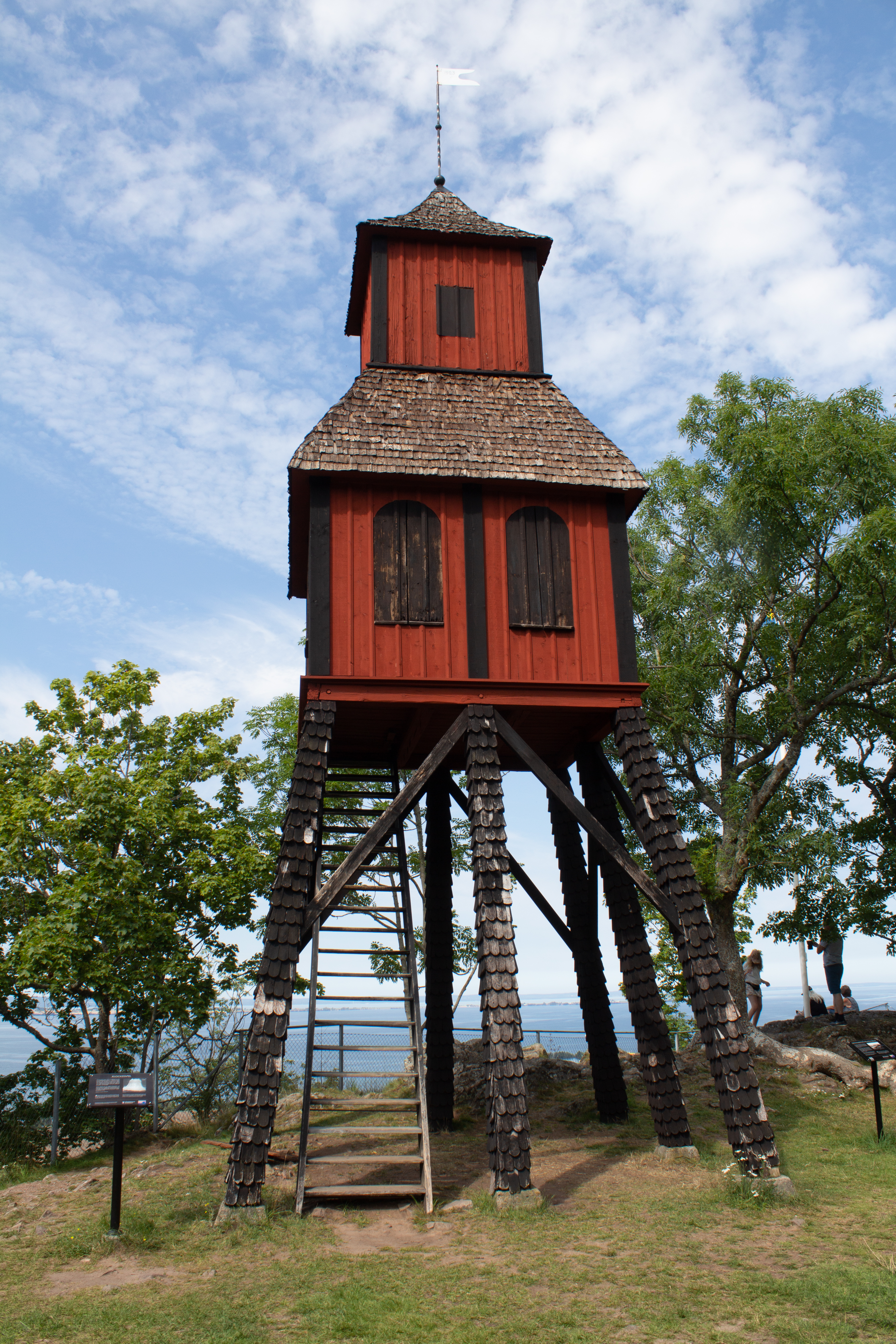
Klockstapeln.

Grännaberget vid tätorten Gränna i norra delen av Jönköpings kommun, Jönköpings län, Småland, utgör en mindre del av den förkastningsbrant, som sträcker sig från Huskvarna i söder till Uppgränna i norr och ingår i Östra Vätterstranden, ett område som fastställts vara av riksintresse. Den mycket höga och branta västsidan begränsar Grännas utbredning åt öster.
Berget kan nås via en stig, som börjar vid Södra parken i Gränna, eller längs väg 133 mot Tranås. På berget finns 'Grännabergets Friluftsmuseum', där en organisation kallad 'Grännamuseerna' bevarar soldattorp, kaptensboställe och flera gamla byggnader. Den 50 kilometer långa vandringsleden John Bauerleden har en startpunkt vid museet och når IKHP-stugan i Huskvarna 50 km längre söderut.

## Klockstapeln
Från en klockstapel med Brahe-Grenna stads rådhusklocka, skänkt av stadens grundare Per Brahe d.y., ringer man traditionsenligt vid alla högtider, inklusive stadens privilegiedag 24 januari. På Grännaberget ordnas också festligheter vid helger och andra tillfällen. Sommartid finns där också en kaffeservering.

## Officersbostället

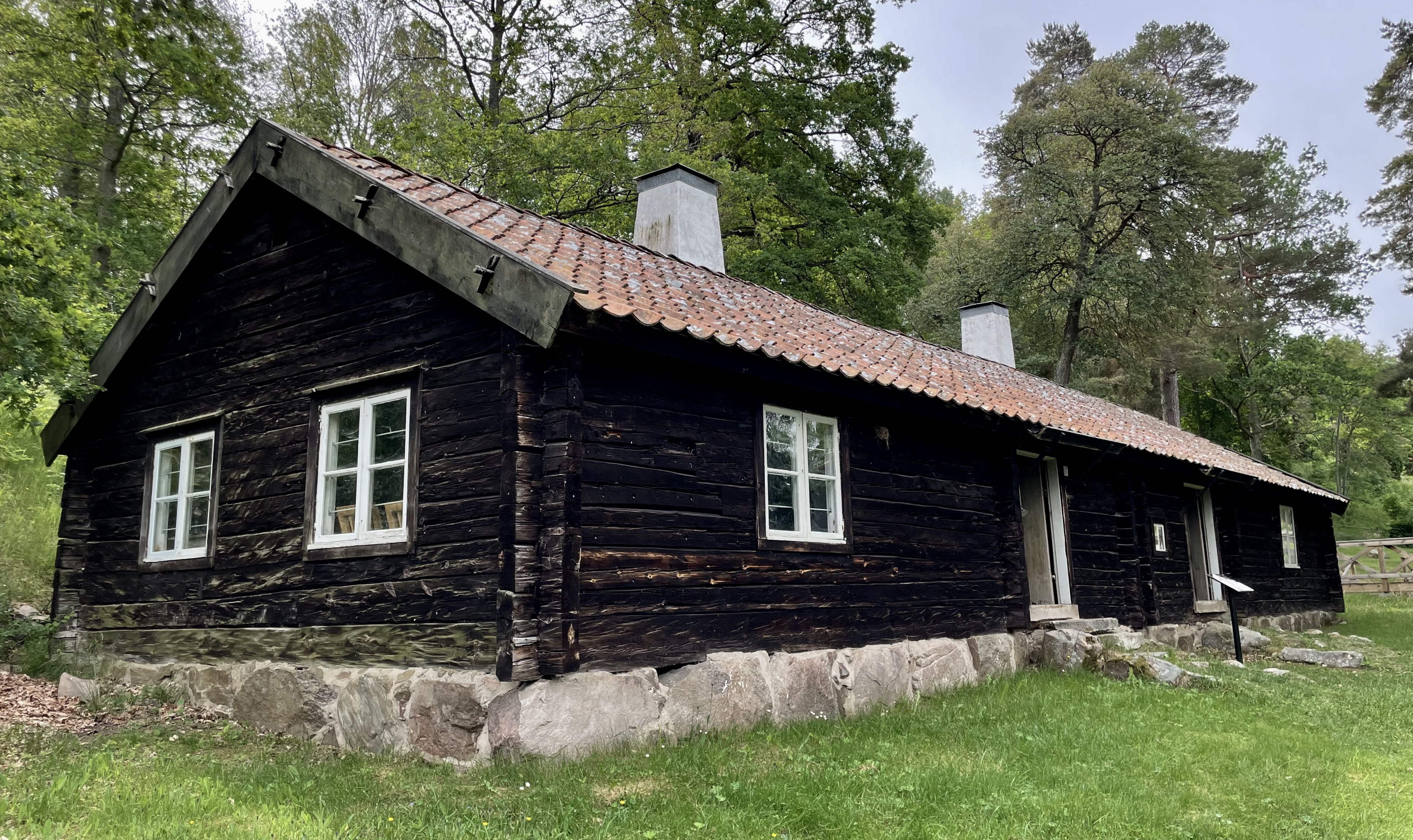
Ryttmästarboställe vid Grännabergets friluftsmuseum.

Officersbostället från Södra Jordstorp, Gränna socken har tillhört Jönköpings regemente, Vista kompani. Byggnaden överensstämmer med normalritningen för indelningsverket till boställe för "Captainer och Ryttmästare", som gjordes av Erik Dahlbergh år 1687. Bostället är en knuttimrad byggnad på 18 gånger 6 meter med cirka 100 kvm boyta. Den är en parstuga med utökad framkammare, bestående av tre rum, kök och förstuga med två öppna spisar samt köksspis med murad bakugn. Byggnaden är delvis möblerad för sin miljö. Den södra salen har montrar med föremål av olika slag från Gränna. Ett rum är vävstuga. Byggnaden är hitflyttad år 1922 från Norra Jordstorp några kilometer norr om friluftsmuseet.
Bostället har en gång bebotts av ryttmästaren Hans Georg Mörner (1686-1738), som tillfångatogs vid Poltava i juni 1709. Efter kapitulationen vid Perevolotjna i juli kom han i rysk fångenskap, rymde ganska snart, men tillfångatogs på nytt vid Rigas erövring av ryssarna i juli 1710. Mörner, som under fångenskapen 1711 utnämndes till generaladjutant, återvände hem till Sverige i oktober 1718 och deltog i fälttåget mot Norge. Han erhöll 1720 överstes titel, placerades 1723 som överstelöjtnant vid garnisonsregementet i Stralsund och tillika kommendant där. Mörner gifte sig den 7 september 1725 i Karlskrona med grevinnan Eva Charlotta Sparre af Söfdeborg i hennes 1:a gifte. Tillsammans fick de barnen Sofia Catharina (1728–1759) och Carl Gustaf (1729–1784).
Mörner  blev 1736 överste och chef för Närke-Värmlands regemente och 1737 för Skaraborgs regemente.

## Ladugården

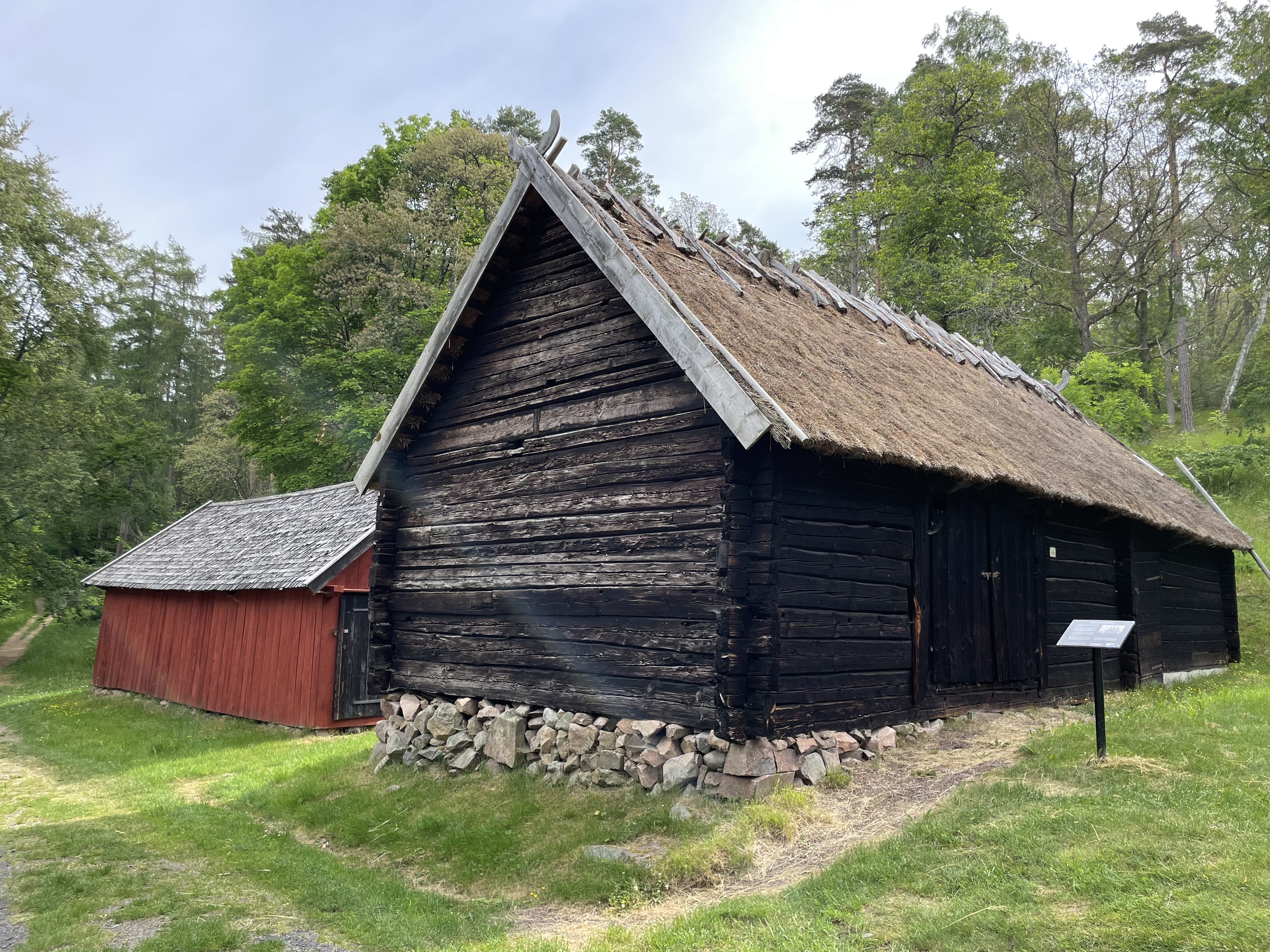
Ladugård till soldattorp vid Grännabergets friluftsmuseum.

Ladugården är en knuttimrad byggnad från 1740-talet från Örserums Mellangårds soldattorp No 134 för Wista Kompani, Jönköpings regemente. Byggnaden flyttad till museet år 1951. Nytt halmtaket lades på ladugården under hösten 1998. Till soldatsens torp hörde byggnader för djur, foder och gårdens skötsel. En av de många soldatfamiljer, som har bott i soldattorp nummer 134, var Knut Johan Lätt (1852-1954) med hustrun Inga-Lotta Charlotta (1849-1945). Lätt skrevs in som soldat år 1872 och tog avsked 1903.

## Skogtornet
Från Grännaberget har man vidsträckt utsikt över Gränna och Vättern. Den som vill vidga sina vyer, kan ta en promenad längs Holavedsleden Gränna-Tranås till Skogstornet, som är beläget cirka 1,5 km österut vid Norra Boarp. Tornet byggdes 1973 på initiativ av idrottsjournalisten Torsten Tegnér och kallas ibland Tegnértornet. En invändig spiraltrappa med 144 trappsteg leder upp till en utsiktsplatå, som når en höjd av 351 meter över havet (262 meter över Vättern). Härifrån kan man vid klart väder se samtliga de fyra landskap som omger Vättern: Närke, Småland, Västergötland och Östergötland.